# Miłość, zdrada i spaghetti
Miłość, zdrada i spaghetti (oryg. I Loved, I Lost, I Made Spaghetti), powieść autorstwa Giulli Melucci z 2009.
Historia miłosna kobiety poszukującej szczęścia wśród mężczyzn, a finalnie okazuje się, że odnajduje ją jedynie w kuchni.
Opisuje perypetie na randkach z szeregiem mężczyzn, wśród których można wymienić alkoholika, typowego nowojorczyka pełnego lęku przed zaangażowaniem, ekscentrycznego artystę oraz dwóch pisarzy z kompleksami. Wszystkie relacje kończą się fiaskiem. Całość przeplatana jest przepisami kulinarnymi dań, które bohaterka zaserwowała swoim najbliższym. 
Giulia Melucci opisała losy bohaterki w sposób humorystyczny, bardzo barwny, a przepisy same zachęcają do wykonania potraw
Pierwsza książka autorki została opublikowana w Australii, Holandii, Niemczech, Polsce, Brazylii i Turcji, a także w Stanach Zjednoczonych.